# Conca d'Oru, vignoble de Patrimonio - golfe de Saint-Florent
Le site Conca d'Oru, vignoble de Patrimonio - golfe de Saint-Florent a reçu le Label Grand Site de France en mars 2017. C'est le dix-septième site labellisé et le second en Corse.
Le site s’étend sur 5 859 ha dans la partie basse de la région du Nebbio appelée depuis l'Antiquité « Conca d'Oro » (traduction Conque d'Or). Il concerne la Communauté de communes Nebbiu - Conca d'Oro et 6 communes : Patrimonio en totalité et Barbaggio, Farinole, Oletta,  Poggio-d'Oletta et Saint-Florent partiellement ; il englobe le site classé de Conca d'Oru, le vignoble de Patrimonio et chevauche le Parc naturel marin du cap Corse et de l'Agriate.
Un syndicat mixte est chargé de gérer cet ensemble. Il est formé du Département de la Haute-Corse, associé aux 6 communes, la Communauté de communes Nebbiu - Conca d'Oro et le Syndicat des vignerons de l'appellation viticole Patrimonio.